# Izzet Orudjzade
 (février 2024).
Izzet Orudjzade (en azéri : İzzət Mirzəağa qızı Oruczadə; Orujova; née le 16 septembre 1909 à Bakou et morte le 22 avril 1983 à Bakou, Azerbaïdjan) est une chimiste azerbaïdjanaise, première actrice nationale, Académicienne de l'Académie nationale des sciences d'Azerbaïdjan (1972), docteur en sciences techniques (1962), Travailleur émérite des sciences et technologies d'Azerbaïdjan (1964).

## Biographie
Izzet Mirzaaga guizi Orudjzade  termine l’école de neuf ans. En 1932, elle est diplômée de l'Institut du pétrole d'Azerbaïdjan, où elle étudié la chimie pétrolière. Elle commencé à travailler comme assistante de laboratoire à l’Institut de recherche azerbaïdjanais sur l’industrie des raffineries de pétrole. Après le travail, elle enseigne à l'école secondaire.

## Activité cinématographique
Izzet Orudjzade a joué au cinéma. Djafar Djabbarly, un réalisateur azerbaïdjanais bien connu de l'époque, l'invite à jouer dans le film Sévil basé sur sa pièce du même nom.
En 1929, le film  sort et a un impact énorme sur l'émancipation de nombreuses femmes azerbaïdjanaises.
En 1935, elle joue dans le film Almas, également basé sur la pièce du même nom de Dj.Djabbarly.

## Parcours professionnel
Izzet Orudjzade travaille à l'Institut de recherche scientifique sur le raffinage du pétrole d'Azerbaïdjan du nom de V. Kuybyshev (1932-1959).
Chef du laboratoire de l'Institut des procédés pétrochimiques créé sur la base de cet institut (1959-1967).
Directrice de l'Institut de chimie inorganique et physique (1967-1971).
Chef du laboratoire de préparation de compositions d'additifs pour huiles moteur à l'Institut de chimie des additifs (1971-1983).

## Acquis scientifiques
En 1947, elle soutient sa thèse de doctorat sur « Les moyens d’améliorer les huiles lubrifiantes ». En 1962 - une thèse de doctorat intitulée « Création d'huiles énergétiques aux propriétés nouvelles ».
En 1970, elle devient lauréate du Prix d'État de la RSS d'Azerbaïdjan. En 1972, elle reçoit le titre d'Académicienne de l'Académie des sciences de la RSS d'Azerbaïdjan.
Les travaux d’Izzet Orudjzade sont principalement consacrés à l’étude des propriétés des huiles lubrifiantes. Elle étudie l'influence du type de matière première, des méthodes de transformation et de divers additifs sur les propriétés des lubrifiants. Elle développe des méthodes technologiques pour la production d'additifs. Elle travaille également à l'amélioration de la qualité des huiles moteur à l'aide de divers additifs.
Izzet Mirzaaga guizi Orudjzade a été enterrée dans la IIe Allée d'Honneur à Bakou.